# Красная плесень
Красная плесень, КП (укр. Червона цвіль) — радянський музичний панк-рок гурт, заснований в 1987 р. у місті Ялта (Кримська область, УРСР) вихідцем з РРФСР (міста Краснодара) Павлом Яциною та відомий виконанням лайливих пісень, куплетів, частівок, казок, музичних пародій та анекдотів.

## Історія
Справжня історія створення гурту, хронологічний опис його музичної діяльності на офіційному інтернет-сайті гурту відсутні. Достовірно відомі дата/місто народження лідера — Павла Яцини (10 серпня 1969 р., місто Краснодар), факт того, що в колективі в різні часи було задіяно щонайменше 38 людей, і короткий опис постійних учасників гурту.
У період з 1989 (офіційно — з 1991) до 2013 р. групою записано 56 альбомів, випущено низку музичних збірок і колекційних видань, видані три збірки анімаційних кліпів «Панки грязи не боятся» (укр. Панки бруду не бояться) (пародія на слоган «Танки грязи не боятся» (укр. Танки бруду не бояться), з телевізійної реклами КамАЗу), «Аленький цветочек» (укр. Червоненька квіточка) і «ВидеоСОЮЗ популярных пародий 3003» (укр. ВідеоСОЮЗ популярних пародій 3003). Ґрунтуючись на наявній уривчастій інформації, можна скласти фрагментарну біографію гурту, відповідно до якої творець, вокаліст, автор музики і текстів, музикант і аранжувальник Павло Анатолійович Яцина, який народився 10 серпня 1969 р. в Краснодарі, в семирічному віці переїхав жити до Ялти. Після армійської служби в Сибіру і отримання освіти радіомайстра, у 1989 році він створив колектив «Красная плесень» (укр. Червона цвіль), в складі якого спочатку перебувала одна людина (він сам). Для масовості Павло вигадав під час запису кількох учасників гурту — гітариста Валентина Перова і поета Сергія Мачуляка.
З 1989 по 1994 рік він за допомогою синтезатора, гітари, мікрофона, мікшера, ревербератора і касетного магнітофона самотужки записав чотири перші альбоми. Сім наступних альбомів були записані Петром за підтримки запрошених співаків, пародистів і музикантів і різних кримських студій. Надалі, в 1995 році, він познайомився з директором сімферопольської студії «Вест», з якою співпрацював до 2001 року. У записі наступних альбомів й у створенні кліпів брало участь безліч різних співаків, пародистів, аранжувальників, музикантів, художників і аніматорів, склад колективу ніколи не був постійним. Наразі «Красная плесень» має власну студію, на якій записуються альбоми колективу, його дочірні проекти, створюються кліпи, малюються обкладинки до дисків і касет. Приблизно з 2009 року колектив веде активну концертну діяльність (свій перший концерт гурт дав в 1995 р.).

## Загальна характеристика

### Стилістика
Творчість групи «Красная плесень» охоплює широкий діапазон музичного і розмовного жанрів. У записах колективу поєднуються пісні як оригінальні, так і спародійовані, вірші, анекдоти, фейлетони та жарти. Найчастіше в текстах пісень колективу вживається ненормативна лексика (за винятком альбомів «Баллады и лирика» (укр. Балади та лірика), «Маленький мальчик» (укр. Маленький хлопчик) і «Союз популярных пародий» (укр. Союз популярних пародій)). Пародійовані і оригінальні пісні мають різні стилі, сам колектив основний стиль і напрямок своєї творчості, виходячи з текстів пісень і уживаних ними термінів (альбом «Трилогия русского панк-рока» (укр. Трилогія російського панк-року), термін «панк-мюзикл» (укр. панк-мюзикл), пісні «Гимн панков» (укр. Гімн панків), «Типично панковский медляк» (укр. Типово панківський медляк) і «Панк-баллада») характеризує як панк-рок. Частина текстів пісень групи «Красная плесень» заснована на усній народній творчості, зокрема частівки і садистські куплети. Іноді записи колективу присвячені певному жанру. Наприклад: альбом «Маленький мальчик и другие пионерские куплеты» (укр. Маленький хлопчик й інші піонерські куплети) присвячений садистським куплетам; альбоми та збірки «Баллады и лирика», «Баллады 2 часть» і «Баллады (BEST)» присвячені баладам; альбом «Секс по телефону» складається з гумористичних фейлетонів; серія «СОЮЗ популярных пародий» (укр. СОЮЗ популярних пародій) присвячена музичній пародії; серія панк-мюзиклів в основному складається з матеріалів віршованого і розмовного жанрів з музичними вставками. У більшості своїй в альбомах групи поєднуються всі перераховані вище жанри.

### Ідеологія
На тлі текстів і інших публікацій в ідеології колективу проглядається певний напрям, який з розвитком гурту змінювався. На початку творчості колективу проглядається антикомуністичний відтінок. У перших альбомах в текстах окремих пісень згадується термін «комуніст» у негативній формі («Коммунист», «Жора», «Эй, подруга»), через роки цей момент менше зачіпається автором, починаючи з середини 2000-х рр. тематика деяких текстів почала набувати радянського забарвлення («Красная армия» (укр. Червона армія), «Письмо Рейгану» (укр. Лист Рейгану), «С 23 февраля» (укр. З 23 лютого), «Боинг (Суп для тёщи)» (укр. Боїнг (Суп для тещі))). Сюжети своїх текстів колектив вважає повністю гумористичними, що не мають відношення до реального життя, і вкрай негативно ставляться до випадку, коли до творчості проявляє інтерес неповнолітня людина, або коли їх тексти сприймають всерйоз.

### Голоси-пародії
Володимир Ленін, Йосип Сталін, Леонід Брежнєв, Михайло Горбачов, Борис Єльцин, Володимир Жириновський, Анатолій Папанов, Микита Михалков, Євген Леонов, Володимир Висоцький, Олексій Булдаков, Леонід Володарський, Олексій Михальов, Бівіс і Баттхед, Вахтанг Кікабідзе, Борис Моїсеєв, Пушкін Олександр Сергійович, Суслов Михайло Андрійович, Пучков Дмитро Юрійович, Віктор Цой, Михайло Круг, Михайло Галустян та інші.

### Технічна інформація
У період з 1991 по 1993 рр. (1-4 альбоми) творчість гурту створювалася і записувалася у квартирних умовах. Музика створювалася на синтезаторі «Yamaha» (у зв'язку з чим багато пісень мали однаковий музичний супровід) і разом з вокалом писалася на побутовий касетний магнітофон. Частина пісень супроводжувалася семплами, мінусовками і використаними фонограмами вже готових (оригінальних) композицій інших виконавців, запозиченими спеціально з пародійною метою. Також іноді в піснях чуються запинки і помилки, які траплялися в процесі самого запису. Разом з тим в записах пісень, шляхом накладання фонограм, створюється ефект хорового співу. Також вокаліст змінює голос і пародіює багатьох знаменитостей.
У період з 1994 по 1996 рр. (5-11 альбоми) якість запису пісень не зазнає істотних змін. Проте вже до того часу починаються експерименти зі звучанням і вокалом: в записах, крім самого Павла Яцини, стали брати участь інші співаки, музиканти та пародисти. У деяких піснях групи, поряд з чоловічим вокалом, став звучати жіночий. Голосові пародії звучать частіше і якісніше. Зрідка звучали гітарні партії.
У період з 1997 по 2003 рр. пісні гурту стали записуватися у професійному «фатальному» і «панк-роковому» аранжуванні, жива ритм-секція (бас і барабани) у студії зазвичай не використовувалася, а імітувалась програмуванням. Поступово до синтезаторного супроводу підключалася гітара. Починаючи з 40-го альбому, всі пісні, за рідкісним винятком, стали створюватися під важку гітарну музику.

## Склад

### Студійний
Перший (1989–1994 рр.):
- Павло Яцина — вокал, бек-вокал, тексти, музика, гітара, клавішні;
- Володимир Замотаєв — тексти, ідеї.

Другий (1994–1995 рр.):
- Павло Яцина — вокал, бек-вокал, тексти, музика, гітара, клавішні;
- Ді Джей Ей — пародії;
- Антон Таран — гітара;
- Володимир Замотаєв — тексти, ідеї;
- Володимир Семенов (помер у 2002 р.) — вокал, гітара, синтезатор;
- Олеся — вокал;
- Стелла Сердюк — вокал.

Третій (1997–2004 рр.):
- Павло Яцина — вокал, бек-вокал, тексти, музика, гітара, клавішні;
- Дмитро Осипов (Воронцов) — пародійні голоси;
- Роман Муразанов (Руш) (до 2001 р.) — вокал, пародія;
- Сергій Левченко (з 2001 р.) — пародія, вокал, бек-вокал;
- Ольга Сопіна (з 2001 р.) — вокал, пародія;
- Катерина Перетятько (Ді Джей Каті) — вокал;
- Алла Сафроняк (Галя Укурена) — вокал;
- Наталя Катанова (Панкова) — вокал;

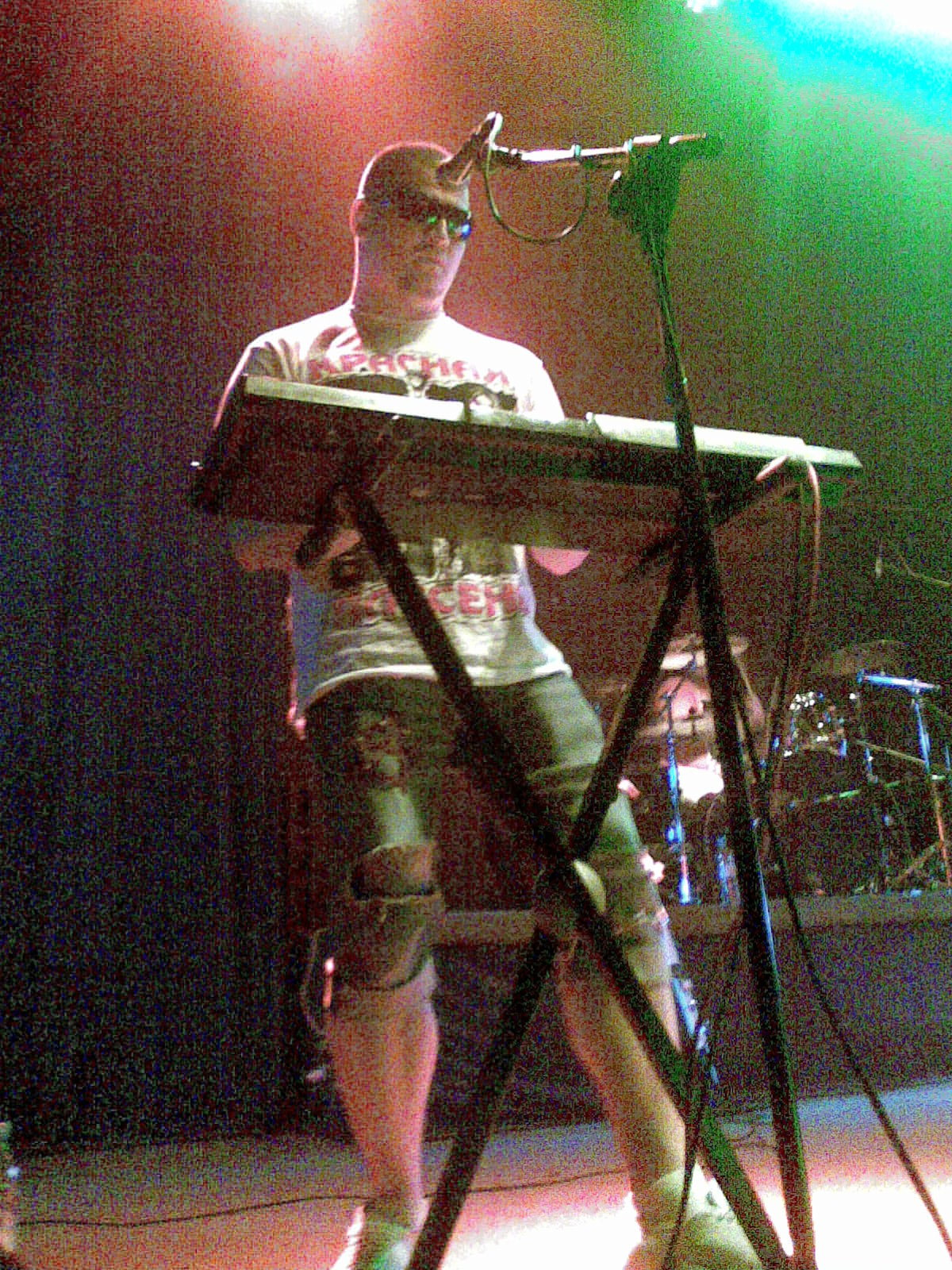
Сергій «Sid» Михайлов

- Роман Беха — художник.

Четвертий (2004–2010):
- Павло Яцина — вокал, бек-вокал, тексти, музика, гітара, клавішні;
- Сергій Левченко — пародія, вокал, бек-вокал;
- Ольга Сопіна — вокал, пародія;
- Катерина Перетятько (Ді Джей Каті) — вокал;
- Сергій М. Sid — пародія;
- Дмитро Летюк (Demaz) (з 2007 р.) — пародія;
- Павло Безруков — малюнки, дизайн обкладинок, мульт-кліпи.

П'ятий (з 2010 р. по теперішній час):
- Павло Яцина — вокал, бек-вокал, тексти, музика, гітара, клавішні;
- Сергій «Sid» Михайлов — пародія;
- Павло Безруков — малюнки, дизайн обкладинок, мульт-кліпи.

Решта учасників:
- Віктор В'юнник — сесійний гітарист (з 12 по 53 альбоми);
- Костянтин Отаманов — сесійний учасник групи, аранжування, синтезатор;
- Олександр Басов — гітара, бас-гітара, синтезатор (альбом «Куликовская битва»);
- Дмитро Квітницький — гітара (8, 11, 14 альбоми);
- Андрій Васюк (Йєрдна Кюсав) — пародії (11, 51 альбоми, неномерний альбом «Дадуда (Опера без крыши)»;
- Ді Джей Аміго — аранжування, синтезатор (18, 19 альбоми);
- Костянтин Краснов — аранжування, синтезатор (14 альбом);
- Світлана Н. — вокал (6 альбом);
- Лена Сімерджіді — вокал (9 альбом);
- Таня — вокал (11 альбом);
- Марина А. — вокал (11 альбом);
- Марина Івановська —— вокал (13 альбом);
- Володимир Виноградов — аранжування (13 альбом);
- Рита — вокал (14 альбом).

### Концертний
- Павло Яцина — вокал, гітара;
- Ніка Морозова — лідер-гітара, концертний директор;
- Сергій «Sid» Михайлов — клавішні, бек-вокал, пародія;
- Павло Петров — барабани.

## Дискографія
- 1991 — Альбом № 1 (ремастеринг и перевидання на CD в 2009)
- 1992 — Сопля в левом ухе (ремастеринг и перевидання на CD в 2007)
- 1993 — Удар по яйцам (частковий ремастеринг и перевидання на CD в 2007)
- 1993 — Металлист Балалайкин (ремастеринг и перевидання на CD в 2000)
- 1994 — Новый год (ремастеринг и переиздание на CD в 2006)
- 1994 — Вампир Кашёлкин (ремастеринг и перевидання на CD в 2005)
- 1994 — Баллады. Часть 1 (переиданий у 1996 р. під назвою «Баллады и лирика»)
- 1994 — Садистские куплеты (перевиданий в 1996 р. під назвою «Маленький мальчик и другие пионерские куплеты», ремастеринг и видання на CD в 2004 р.)
- 1994 — Девятый бред (ремастеринг и перевидання на CD в 2005)
- 1995 — Кабздец китайскому самолёту (ремастеринг и перевидання на CD в 2006 і 2009 рр. під назвою «Наш паровоз, или Кытайцы не летают»)
- 1995 — Спящая красавица — часть 1
- 1997 — Спящая красавица — часть 2
- 1997 — Зэ бэст, твою мать!
- 1997 — Профессор Бибизинский и «Китайский размер тапок»
- 1998 — Золушка
- 1998 — Куликовская битва
- 1998 — Бульбец «Титанику»
- 1998 — Аленький цветочек
- 1999 — Секс по телефону (перевиданий з бонусами в 2011)
- 1999 — СОЮЗ популярных пародий 717
- 1999 — Сказка о царе Салтане — 1
- 2000 — СОЮЗ популярных пародий 828
- 2000 — Вечный кайф
- 2000 — СОЮЗ популярных пародий 1000
- 2001 — Приключения Красной шапочки
- 2001 — СОЮЗ популярных пародий 3003
- 2001 — Гаечный ключ для крейсера «Авроры»
- 2001 — СОЮЗ популярных пародий 2002
- 2002 — Сказка о царе Салтане — 2
- 2002 — СОЮЗ популярных пародий 6006
- 2002 — Пошли все на…
- 2002 — СОЮЗ популярных пародий 4004
- 2003 — Сосни, попса!
- 2003 — СОЮЗ популярных пародий 7007
- 2003 — От окраин до Кремля
- 2004 — СОЮЗ популярных пародий 8800
- 2004 — Муха-ссыкатуха
- 2004 — Бульбулятор
- 2004 — СОЮЗ популярных пародий 9900
- 2004 — С симфоническим оркестром
- 2005 — СОЮЗ популярных пародий ХХХ — холодная двадцатка
- 2005 — СОЮЗ популярных пародий 1 000 000
- 2005 — СОЮЗ популярных пародий 5 000 000
- 2006 — Трилогия русского панк-рока
- 2006 — СОЮЗ популярных пародий 16 000 000
- 2006 — 46-й альбом
- 2007 — СОЮЗ популярных пародий «Жареная тридцатка»
- 2007 — Дискотека ефрейтора Сруля
- 2007 — Баллады. 2 часть
- 2008 — ЖеZZZть
- 2008 — Керосин
- 2009 — Дефолт
- 2010 — Демотиваторы (Сингл)
- 2010 — Баллады (BEST)
- 2010 — СОЮЗ популярных пародий 2010 (видання на CD в 2012)
- 2012 — 21.12.2012 (видання на CD в 2013)

### Паралельні пародійні проекти
- 2003 — Верка Смердючка — Ат-лич-на!
- 2003 — Верка Смердючка — Всё о'кей!
- 2003 — Вибрация перца — ЛЕНИНГРАДский синдром
- 2004 — Верка Смердючка — Поединок года
- 2004 — Верка Смердючка — Буде зараз кирогаз
- 2004 — Верка Смердючка — Ноги в пляс
- 2004 — Руки в брюки — Рекомендации лучших дискотек
- 2005 — Crazy F. Dog — (Cool Booms)
- 2005 — Верка Смердючка — Мы танцюем гопака
- 2005 — Серёнька — Харлей-Дэвидсон
- 2006 — Верка Смердючка — Хопцы, танцы-максиманцы
- 2013 — Симфоническая музыка — Shovellica (The Symphony Of The Shovel) (очікується, йде збір коштів на запис альбому) (видання на CD в 2013)

### MP3
- 2001 — Золотая коллекция. Часть 1
- 2001 — Золотая коллекция. Часть 2
- 2004 — Золотая коллекция. Часть 3
- 2005 — Укуренная коллекция. Часть 1
- 2005 — Укуренная коллекция. Часть 2
- 2006 — Укуренная коллекция. Часть 3
- 2006 — Аццкие сказки
- 2007 — Раритетное MP3
- 2007 — Укуренная коллекция. Часть 4
- 2008 — Неизданное редкое в MP3
- 2009 — Неизданные партитуры для тромбона
- 2009 — ВсеСОЮЗная коллекция

### Невидане та неномерні альбоми (збірки та раритетні записи поза офіційною дискографією)
- 1989 — Рок-опера «Красная плесень» (офіційно не виданий)
- 1990 — Красная плесень (невидані записи початку 90-х рр.)
- 1991 — Приквел «Красной плесени», или А-ля первый альбом (офіційно не виданий)
- 1995 — Дадуда («Опера без крыши», допис к альбому «Спящая красавица — часть 1»)
- 1998 — Зе бест, б..Яя! 2-ой раз
- 1998 — Песни под укурку
- 2007 — Альбом № 10
- 2008 — Неизданный бред
- 2008 — Федот Стрелец. Часть 1
- 2009 — Федот Стрелец. Часть 2
- 2009 — Евгений Онегин
- 2009 — Неизданные ноты к баяну
- 2010 — Неизданное
- 2010 — Минуса
- 2010 — Ремиксы
- 2010 — Каверы
- 2010 — Ночь коротка
- 2011 — Бонус
- 2012 — Золотые баллады (Golden Ballads) 2012

### DVD
- 2001 — СОЮЗ 3003 (вийшов також на VHS)
- 2005 — Панки грязи не боятся
- 2008 — Аленький цветочек (недознятий відеоматеріал)

### Інтернет-релізи
- 2008 — Патриотический The Best
- 2009 — Баллады. The Best. Часть 3

## Цікаві факти
- Незважаючи на те, що лідер групи «Красная плесень» живе в Криму, він різко негативно ставиться до твердження про те, що його гурт вважається українським[5].
- Французька дослідниця російського панку, професор соціальної антропології Сорбонни Елен Піаже вважає «Красную плесень» абсолютним феноменом російського та світового панку, її беззмінного лідера і автора всіх композицій Павла Яцини — другим Хармсом. Багато французьких славістів називають написаний Яциною текст для мюзиклу «Попелюшка» однією з вершин російської словесності 1990-х рр[6].